# Sainte-Croix-en-Jarez
Sainte-Croix-en-Jarez là một xã trong tỉnh Loire miền trung nước Pháp.